# Alain Wiss
Alain Wiss (Littau, Suiza, 21 de agosto de 1990) es un futbolista suizo que juega como centrocampista en el SC Rheindorf Altach de la Bundesliga de Austria.

## Clubes
| Club                | País    | Año         |
| ------------------- | ------- | ----------- |
| FC Lucerna          | Suiza   | 2007 - 2015 |
| FC St. Gallen       | Suiza   | 2015 - 2019 |
| SC Rheindorf Altach | Austria | 2020 -      |